# Гурково
Гурково (буг. Гурково) град је у Републици Бугарској, у средишњем делу земље, седиште истоимене општине Гурково у оквиру Старозагорске области.

## Географија
Положај: Гурково се налази у средишњем делу Бугарске. Од престонице Софије град је удаљен 280 km источно, а од обласног средишта, Старе Загоре град је удаљен 45 km североисточно.
Рељеф: Област Гуркова представља најсевернији део историјске покрајине Тракија. Град се сместио у пространој котлини, коју на северу ограничава главно било планинског ланца Балкана, а јужно мања планина, Средња Гора. Град се сместио у равничарском подручју, на приближно 320 m надморске висине.
Клима: Клима у Гуркову је измењено континентална клима са утицајем оближњег Егејског мора.
Воде: Гурково је на реци Тунџи, у вишем делу њеног тока.

## Историја
Област Гуркова је првобитно било насељено Трачанима, а после њих овом облашћу владају стари Рим и Византија. Јужни Словени ово подручје насељавају у 7. веку. Од 9. века до 1373. године област је била у саставу средњовековне Бугарске.
Крајем 14. века област Гуркова је пала под власт Османлија, који владају облашћу 5 векова.
Године 1885. град је постао део савремене бугарске државе. Насеље постоје убрзо средиште окупљања за села у околини, са више јавних установа и трговиштем.

## Становништво
По проценама из 2010. године Гурково је имало око 3.000 становника. Огромна већина градског становништва су етнички Бугари. Остатак су махом Роми. Последњих 20ак година град губи становништво због удаљености од главних токова развоја у земљи.
Претежан вероисповест месног становништва је православље.